# Jakob von Manteuffel
Jakob von Manteuffel (* 1607 in Kerstin; † 25. April 1661 ebenda) war ein brandenburger Obrist im Dreißigjährigen Krieg.

## Leben
Seine schulische Ausbildung erhielt er am Pädagogium Stettin und studierte anschließend in  Leipzig. 1630 ging er als Kapitänleutnant zur Kursächsischen Kavallerie. Damit nahm er auch an der Schlacht von Lützen teil. 1634 starb sein Vater und er musste sich mit seinen Brüdern um das Erbe kümmern. Danach ging er nach Frankreich. Dort lernte ihn Bernhard von Sachsen-Weimar kennen. Dieser nahm ihm wegen seiner Verstandes und seiner Umgangsformen in seine Dienste und bedachte ihn in seinem Testament. Er diente dann als Rittmeister in der Armee von Turenne und wurde dort Major. Bis zum Ende des Krieges nahm er mit wechselndem Glück an mehreren Feldzügen teil.
Nach dem Krieg kam er zum Brandenburger Kurfürsten Friedrich Wilhelm, der sich im Krieg mit Polen befand. Dieser ernannt ihn am 30. September 1655 zum Obristen und Kommandeur über die pommerische und des Stifts Cammin Reiterei.
Er sollte noch mehr Aufgaben übernehmen, zog sich aber lieber auf sein Gut Kerstin zurück, wo er 1661 starb und mit adeligen und ritterlichen „Gepränge“ in seinem Erbbegräbnis zu Kerstin beigesetzt wurde.

## Familie
Er war einer der vier Söhne des Christoph von Manteuffel († 1634) auf Kerstin.
Er heiratet 1661 Hedwig Marie von Budden (2. April 1622 in Mellen, † 16. August 1692 in Kolberg), Tochter des Ernst von Budden, Herr auf Nitzow, Gramsow und Rinow und Emerentia von Wedel a. d. H. Mellen († 1647). Sie war die Witwe des schwedischen Kommandanten von Wollin Elias Wolfgang Braun  († 1660 in Wollin). Die Ehe blieb ohne Erben.